# Kopra

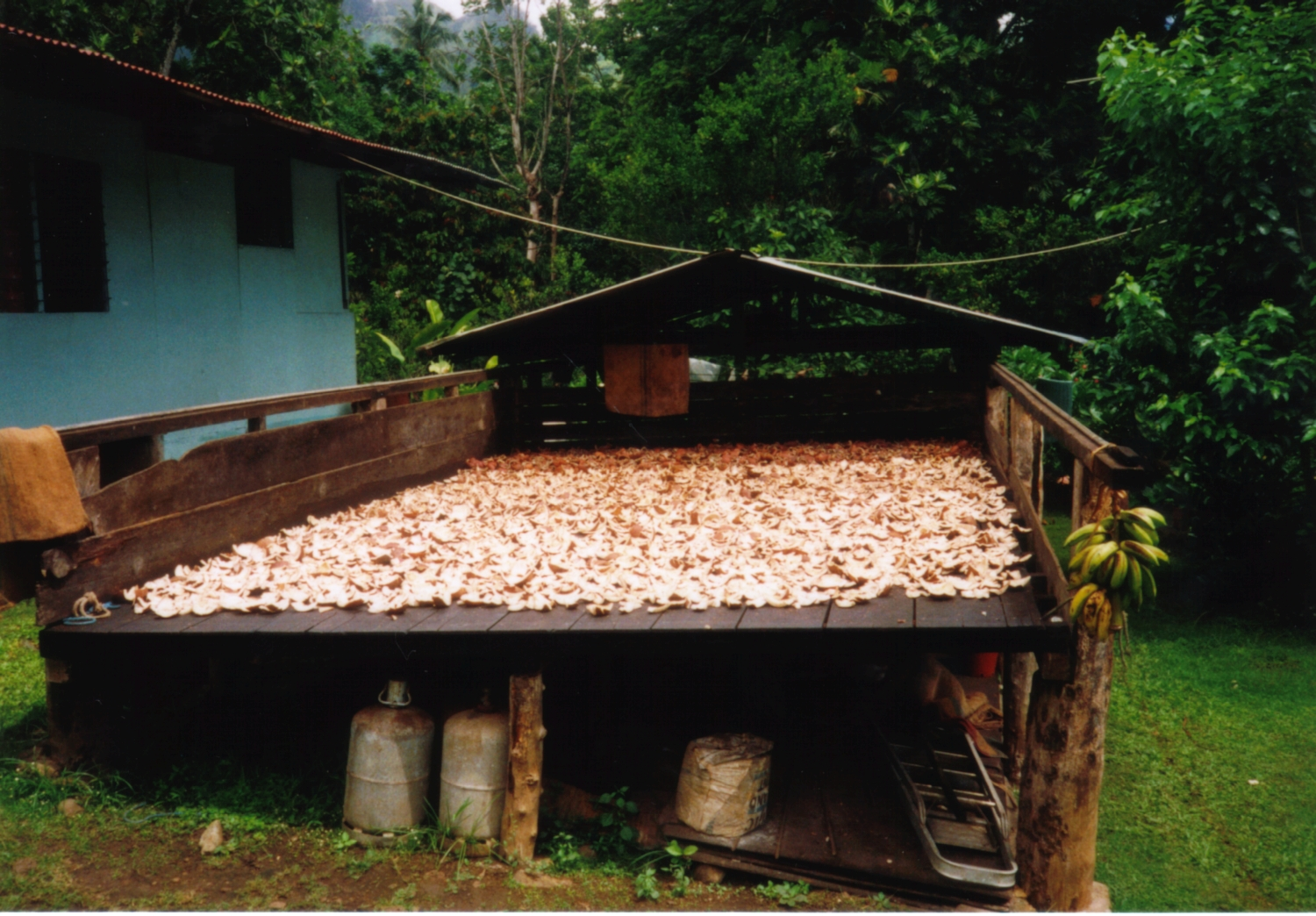
Gedroogde kopra

Kopra is het gedroogde vruchtvlees van de kokosnoot. Het is een grondstof voor margarine.
Het maken van kopra (verwijderen van de bast, in stukken breken, drogen) wordt doorgaans gedaan in het gebied waar de kokosnoten worden geoogst. Tegenwoordig zijn er enorme plantages voor, maar vroeger werd dit gedaan door handelslieden die in de Stille Oceaan van haven naar haven trokken.